# Pylades
Pylades är i grekisk mytologi son till kung Strofios av Fokis och Anaxibia samt kusinen Orestes trogne vän och vapenbroder. Sedan Orestes fritagits av erinyerna från sin blodskuld, gifte sig Pylades med dennes syster Elektra och levde med henne i Fokis.